# Білка (притока Случі)
Білка  — річка (V-го порядку) в Україні, в межах Старокостянтинівського району, Хмельницької області, ліва притока Случі (басейн Дніпро — Чорне море).
Історична назва Білка Велика.

## Географія
Бере початок на південно-західній стороні від Огіївців Старокостянтинівського району на висоті 306 м р.м. Тече в східному — південно-східному напрямку, територією Старокостянтинівського району і впадає в річку Случ на висоті 245 м р.м., в центрі села Старий Остропіль.

## Характеристика
Довжина річки становить 23 км. Площа водозбору 75,1 км². Перепад висот від витоку до гирла становить приблизно 30 м. Середній похил річки 1,3 м/км. Живлення — в основному снігове і дощове. Льодостав з середини грудня до початку березня. Повінь на річці відбувається навесні, в березні.

## Населені пункти
На річці розташовані населені пункти: Писарівка, Іршики, Малишівка, Яремичі, Райки, Старий Остропіль.

## Притоки
Білка має 15 невеликих приток, загальною довжиною 27 км. Найбільша з них, ліва притока Мала Білка,  довжиною приблизно 9 км.